# Andrzej Stachowicz
Andrzej Stachowicz (ur. 3 marca 1924 w Warszawie, zm. 3 maja 1945 nad Szprewą) – oficer, uczestnik II wojny światowej w szeregach Armii Krajowej i ludowego Wojska Polskiego.

## Życiorys
Syn Franciszka Stachowicza. Od 1936 roku był uczniem Korpusu Kadetów. Po agresji niemieckiej na Polskę i utworzeniu Armii Krajowej został jej żołnierzem. Jako podchorąży został wysłany do oddziału prowadzącego działania partyzanckie na Podhalu przeciw niemieckiemu reżimowi okupacyjnemu. 
Po dotarciu na ziemie polskie Armii Czerwonej i ludowego Wojska Polskiego wstąpił w jego szeregi. Jako podporucznik służył w 29 pułku piechoty. Szlak bojowy zakończył nad Szprewą, uczestniczył m.in. w walkach przeciw armii niemieckiej nad rzeką Nysą i lasach Maskauer Forest. Poległ w trakcie odpierania kontrataku  wojsk niemieckich. 

## Awanse
- podchorąży (1943[1])
- podporucznik (1944[1]

## Ordery i odznaczenia
- Krzyż Walecznych[3]